# Villa del Balbianello
A Villa del  Balbianello Lennóban, a Comói-tó romantikus félszigetén áll. A villa részei több szinten helyezkednek el, a kertet vertikálisan alakították ki.

## Története
A 16. századig ferences szerzetesi közösség élt itt. Erre emlékeztet a kéttornyos templom keskeny homlokzata. 
A villát és loggiát az 1700-as évek végén építették, amikor Angelo Maria Durini kardinális megvásárolta a félszigetet. Amikor a kardinális 1797-ben meghalt, a rezidencia  már két egymással összekötött, négyzet alapú építményből és egy elegáns loggiából állt, amely ma a könyvtárat és a zenetermet kapcsolja össze. A villát Durini unokaöccse, Luigi Porro Lambergenghi olasz hazafi örökölte. A börtönből kiszabadult Luigi önkéntes száműzetésbe vonult Belgiumba, és a rezidenciát eladta barátjának, Giuseppe Arconati Visconti olasz politikusnak.
1919-ben Butler Ames amerikai politikus és üzletember vásárolta  meg, és restauráltatta az értékes belső dekorációt. Halála után Guido Monzino milánói üzletember tulajdona lett, aki műgyűjtő, alpinista és felfedező is volt. Az utazásairól, expedícióiról hozott tárgyakat  (Északi-sark 1971., Mount Everest 1973.) kiállította a villában. 1988-ban meghalt, végakarata szerint a rezidencia, berendezése és a kert a Fondo Ambiente Italiano (FAI) tulajdonába került.

## Állandó kiállítások
A könyvtár több mint 4000 kötetet tartalmaz, főleg földrajzi tárgyú könyveket és útleírásokat Monzino gyűjteményéből. Ma ez az egyik legteljesebb és legértékesebb gyűjtemény, amely a hegymászással és a sarki expedíciókkal foglalkozik. A terjedelmes térképgyűjtemény a legkülönbözőbb nyelveken kiadott régi és új térképeket foglalja magában. Ritkaságnak számítanak a Comói-tóról készült régi kőnyomatok. Monzino gyűjteményéből kiállították a dogon maszkokat, az aztékok és teotihuacan kultúra tárgyait, a kükladikus kultúra pároszi márványból készült idoljait, maja terrakotta figurákat, a Tang és Ming-dinasztia idejében készült kínai porcelán tárgyakat, a 18. századi velencei iskola üvegfestmény gyűjteményét. Néhány szoba Monzino magánmúzeuma, ahol az expedícióin használt felszerelése, fotói, és ritka tárgyai láthatók.
Itt forgatták többek között az Itália csókja (A month by the lake), a Star Wars II. rész – A klónok támadása  és a Casino Royale filmeket.

## Galéria

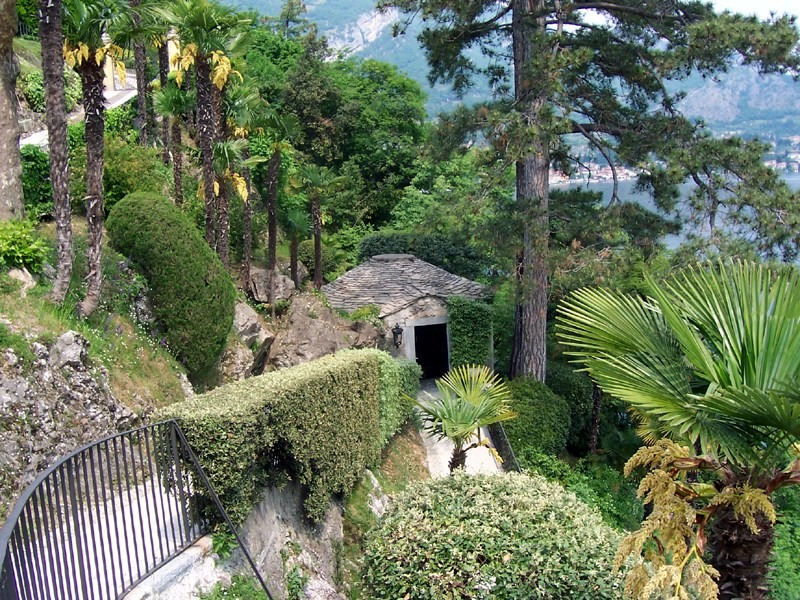
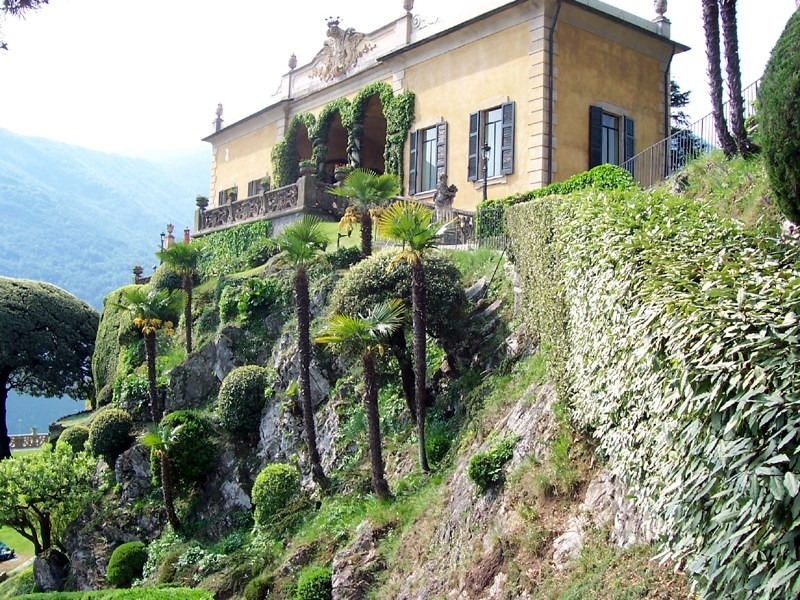
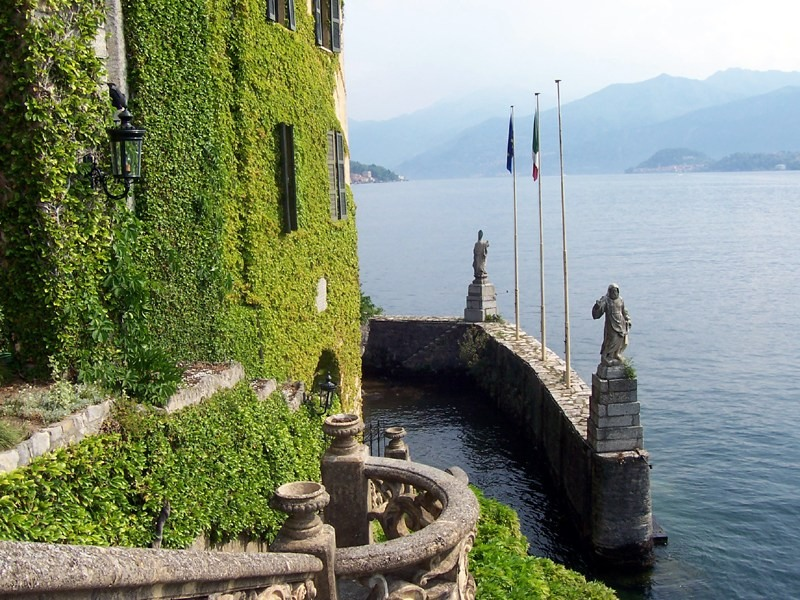
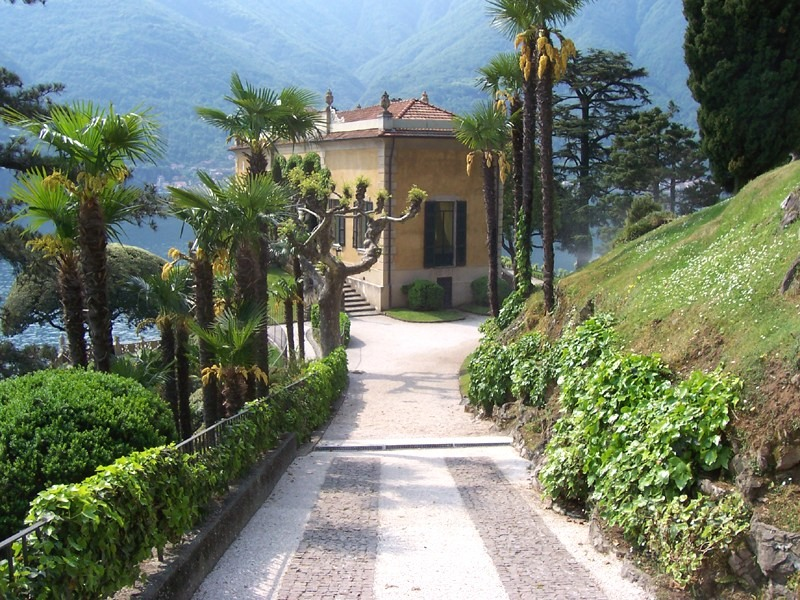
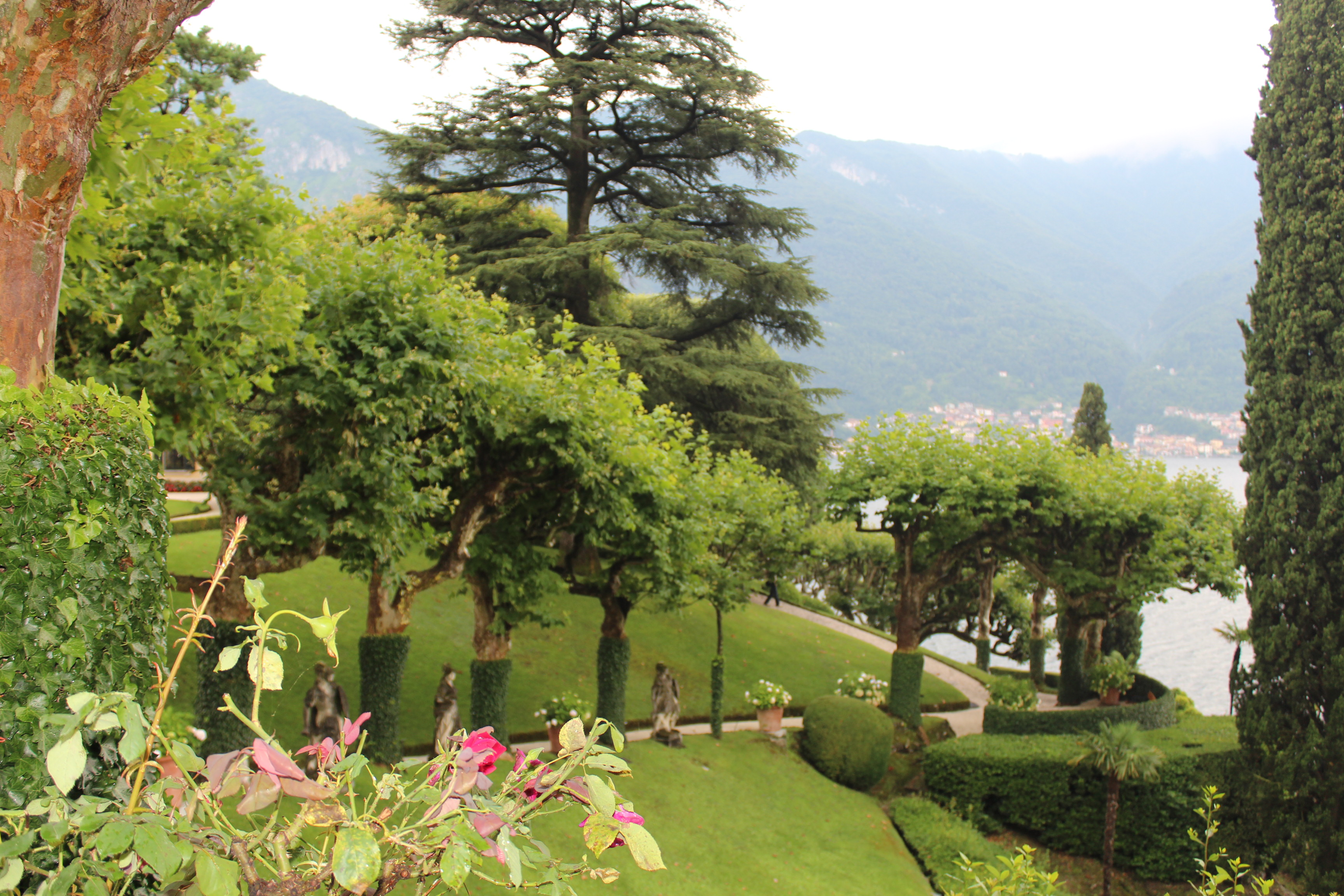
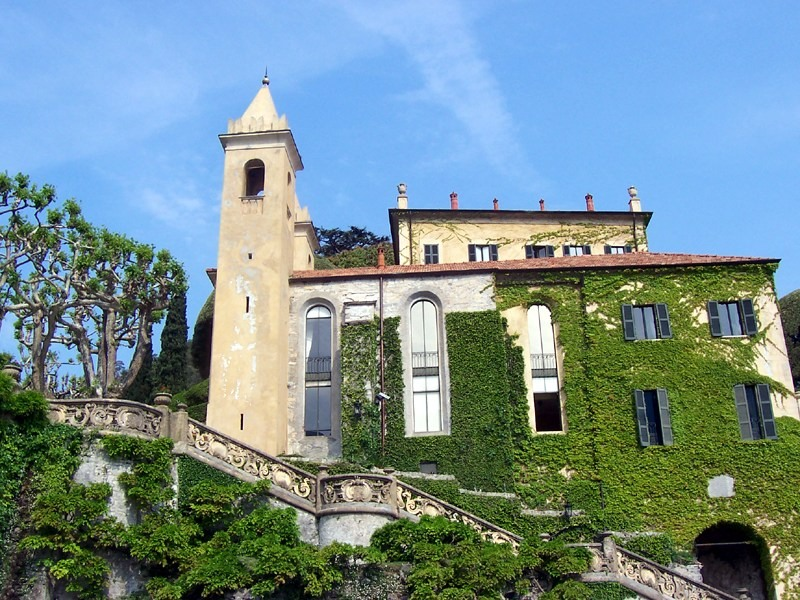